# Социология знания
Социология знания (англ. Sociology of knowledge) — теоретическая область социологии, изучающая с различных теоретико-методологических позиций проблематику социальной природы знания. В сферу интересов социологии знания входит анализ социальной природы знания (социология знания в узком смысле); мышления, его исторического развития (социология мышления), когнитивных систем и познавательной деятельности общества (социология познания) и основания социологии (социология социологии).
Таким образом, социология знания является метатеоретической областью, не укладывающейся в традиционные отрасли социологии.

## История социологии знания
Появление социологии знания и её выход на метатеоретическую область в конце XIX века были связаны с кризисом классического европейского рационализма. Первое время данная дисциплина развивалась в философском контексте, и не считалась социологической дисциплиной, а сам термин «социология знания» был введён лишь в 1920-е годы немецким философом Максом Шелером.
Вторым основоположником социологии знания является Карл Маннгейм, показавший социально-историческую обусловленность мышления в работе «Идеология и утопия». Феноменологическая трактовка социологии знания принадлежит Питеру Бергеру и Томасу Лукману.